# Frans Van Cauwelaert
Pour les articles homonymes, voir Van Cauwelaert.
Frans Van Cauwelaert, né le 10 janvier 1880 à Lombeek-Notre-Dame et mort le 17 mai 1961 à Anvers, est un politicien belge. Il fut une figure de proue du mouvement flamand, professeur de psychologie, bourgmestre d'Anvers, cofondateur du journal De Standaard, avocat et auteur.

## Biographie

### Jusqu'en 1914
Frans Van Cauwelaert était le fils d'un paysan flamand, brasseur et aubergiste au Hof Vossen, échevin d'Onze-Lieve-Vrouw-Lombeek.  Il fit ses études secondaires au Petit séminaire à Hoogstraten, où il était interdit aux élèves de parler leur langue maternelle, le néerlandais. 
Il reçut son doctorat en philosophie et en droit à l’université catholique de Louvain et fut actif au sein d’une association catholique d’étudiants flamands, l’Algemeen Katholiek Vlaams Studentenverbond.  Ce groupe flamingant aspirait à l’enseignement supérieur dans leur propre langue.  Pendant ses études, il a également été membre de la rédaction de Ons Leven (Notre Vie), le magazine d'une association estudiantine catholique, le Katholiek Vlaams Hoogstudentenverbond de Louvain.
De 1910 jusqu'à sa mort en 1961, il siégea comme membre de la Chambre des représentants de Belgique pour le parti catholique et devint le chef d'un petit groupe catholique flamingant.  En 1911, en collaboration avec Louis Franck et Camille Huysmans, il entama une campagne de propagande visant à la néerlandisation de l'université de Gand.  En 1916, celle-ci sera temporairement néerlandophone.  Toutefois, Van Cauwelaert fulmina contre les activistes pour avoir accepté le soutien de l'occupant allemand afin d'obtenir cette néerlandisation.  L'université ne fonctionnera entièrement en néerlandais qu'à partir de la nomination du recteur August Vermeylen en 1930.

### Première Guerre mondiale
En mai 1914, avec Alfons Van de Perre et Arnold Hendrix, il fonda à Anvers le journal De Standaard, mais le déclenchement de la guerre reportera de quelques années la sortie de la première édition. Son sixième enfant, Jan Van Cauwelaert, est né le 12 avril 1914.
Au cours de la Première Guerre mondiale, Van Cauwelaert quitta la Belgique pour les Pays-Bas et y devenait le chef des réfugiés flamingants.  Avec Julius Hoste jr., il fonda l'hebdomadaire Vrij België (Libre Belgique) contre la propagande allemande.  Sa ligue belgo-flamande, le Vlaamsch-Belgisch Verbond, plaida pour le monolinguisme dans l'enseignement, la justice et la gouvernance et pour des unités séparées pour les Flamands et les Wallons dans l'armée belge.

### L'entre-deux-guerres
Le 4 décembre 1918 paraît le premier numéro du Standaard. Van Cauwelaert s'installa à Anvers et commença un cabinet d'avocats avec son frère cadet, August (poète et plus tard aussi juge).  En 1921, il devint bourgmestre (mandat qu'il occupera jusqu'en 1932).  Le nouveau bourgmestre prit également en charge les compétences d'échevin du port d'Anvers et, dans cette fonction, prit soin de l'extension considérable de celui-ci vers le nord.  On appela d'après lui, l'écluse Van Cauwelaert.
En 1928, avec le groupe catholique flamand de la Chambre des représentants de Belgique il lutta pour une nouvelle loi linguistique, concernant l'emploi des langues dans l'armée, et l'année suivante pour une loi conférant l'amnistie au militants activistes.  Mais les nationalistes flamands jugèrent insuffisantes ses initiatives.  En fait, Cauwelaert, bien que flamingant, fut opposé au fédéralisme.
À partir des années 1930, le mouvement ouvrier chrétien prit le devant pour ce qui concerne l'action liée à la législation linguistique.
En 1931, Frans Van Cauwelaert fut nommé ministre d'État.
Le 10 janvier 1934, Van Cauwelaert devint ministre de l'industrie, des classes moyennes et du commerce intérieur, et ministre de la poste, des télégraphes et du téléphone dans le gouvernement de Broqueville III réajusté, et à partir du 12 juin 1934, ministre de l'Agriculture et des Affaires économiques.  Sous le gouvernement Theunis II, à partir du 20 novembre 1934, il était brièvement ministre de l'agriculture, des classes moyennes et des travaux publics.  Le 14 janvier 1935, il a dû démissionner après un scandale financier.  Ce déshonneur, autant que son anti-fédéralisme, finirent par le détrôner comme animateur du mouvement flamand.
En 1938, il était l'un des architectes de l'académie flamande des sciences, des lettres et des arts de Belgique, la Vlaamse Academie voor Wetenschappen, Letteren en Kunsten van België.  Jusqu'à aujourd'hui, le prestigieux prix scientifique Frans Van Cauwelaert est remis chaque année.
Il devint président de la Chambre des représentants de Belgique en 1939  et appuya le gouvernement Pierlot dans le conflit avec le roi, Léopold III qui eut cédé à l'occupant allemand.

### Seconde Guerre mondiale
Au cours de la Seconde Guerre mondiale, Van Cauwelaert demeura à New York.  Après la guerre, il tenta de limiter les effets de la répression et de l'épuration.  Il était là quand Léopold III décida d’abdiquer.  Et lorsque Baudouin prêta serment, ce fut dans les mains de Van Cauwelaert, qui avait déjà atteint l’âge de la retraite à cette époque.
En dépit de cela, Frans Van Cauwelaert occupera son siège parlementaire jusqu'à sa mort en 1961, et laissa des archives immenses ; encore de nos jours une source importante pour les historiens.
En 2005, il a terminé comme le n° 92 dans la version flamande de l'élection des plus grands belges, De Grootste Belg.

## Sources
- Frans van Cauwelaert, Gedenkschriften over Vlaamse Beweging en Belgische politiek, Uit het archief van Frans van Cauwelaert, éd. Reginald De Schryver, De Nederlandsche Boekhandel, Anvers, 1971 (texte intégral de l'édition de l'autobiographie et des mémoires de Frans van Cauwelaert sur le site Web de la Bibliothèque numérique des lettres néerlandaises)